# Jadwiga Barańska
Jadwiga Barańska (21. října 1935 Lodž – 24. října 2024 Los Angeles) byla polská herečka a scenáristka.

## Život a kariéra
V roce 1958 absolvovala Státní dramatickou školu v Lodži. Svou kariéru začala v letech 1959–1966 na scénách klasického divadla. Poté hrála až do roku 1972 v Polském divadle ve Varšavě. Úspěchu dosáhla jako filmová herečka, účinkovala především ve filmech svého manžela Jerzyho Antczaka. Nejvíce se proslavila rolí Barbary v adaptaci románu Marie Dąbrowské Noci a dny a titulní rolí v Hraběnce Cosel v režii Jerzyho Antczaka podle románu Józefa Ignacyho Kraszewského. Na 26. Mezinárodním filmovém festivalu v Berlíně v roce 1976 získala Stříbrného medvěda za nejlepší herečku za roli ve filmu Noci a dny. Byla také herečkou v Teatr Telewizji, polském televizním divadle. V roce 1978 emigrovala s manželem do Spojených států, odkud se počátkem 90. let vrátila do Polska. Barańska zemřela 24. října 2024 v Los Angeles ve věku 89 let.

## Filmografie

### Herečka (výběr)
- Wraki (1956) jako Irena
- Powrót doktora Von Kniprode (1965)
- Hrabina Cosel (1968) jako hraběnka Cosel
- Epilog Norymberski (1970) jako osvětimská oběť
- Kłopotliwy gość (1971) jako sekretářka
- Noce i dnie, (1975) jako Barbara Niechcic
- Trędowata (1976) jako hraběnka Idalia Elzonowska
- Gniazdo wdów (Nido de viudas, 1977) jako Carmen
- Noce i dnie (TV seriál) (1977) jako Barbara Niechcic
- Chopin, Pragnienie miłości (2002) jako Justyna Chopin, Chopinova matka

### Scenáristka
- Dama kameliowa (1995)
- Chopin. Pragnienie miłości (2002)